# قرارگاه‌های نیروی زمینی سپاه پاسداران انقلاب اسلامی
قرارگاه‌های نیروی زمینی سپاه پاسداران انقلاب اسلامی یازده قرارگاه منطقه‌ای سپاه پاسداران می‌باشند که هر یک، چند سپاه از ۳۲ سپاه استانی در ایران را در زیرمجموعه خود دارند. تمامی این قرارگاه‌های ده‌گانه زیر نظر فرمانده نیروی زمینی سپاه فعالیت می‌کنند. از نظر عملیاتی و رزمایش‌ها، کلیه این ده قرارگاه از سوی قرارگاه مرکزی خاتم‌الانبیا هدایت می‌شوند. قرارگاه ثارالله تهران بطور مستقیم زیر نظر فرمانده کل سپاه پاسداران است و زیرمجموعه این قرارگاه‌های ده‌گانه نمی‌باشد.

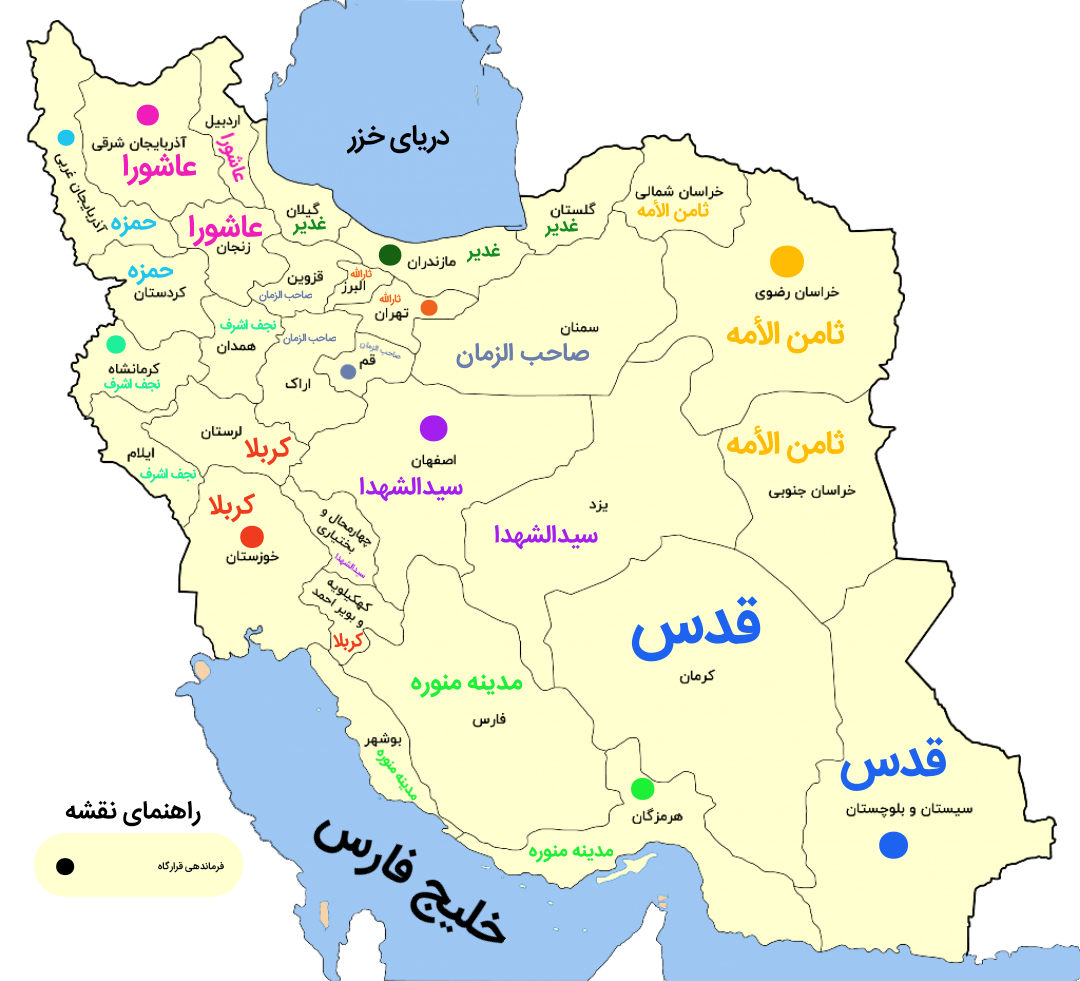
قرارگاه های نیروی زمینی سپاه پاسداران انقلاب اسلامی

این قرارگاه‌ها برای نخستین بار در دوران فرماندهی عزیز جعفری، در نیمه دوم دهه ۱۳۸۰ ایجاد شد. در صورت ضربه جدی یا انهدام شبکه فرماندهی کل سپاه در تهران، این قرارگاه‌ها در مناطق مختلف ایران در برابر تهدیدات داخلی و حمله خارجی علیه نظام جمهوری اسلامی مستقل از شبکه فرماندهی در تهران تصمیم گرفته و عمل می‌کنند.
این قرارگاه‌های ده‌گانه عبارتند از؛ قرارگاه کربلای جنوب غرب، قرارگاه مدینه، قرارگاه قدس جنوب شرق، قرارگاه سیدالشهدا، قرارگاه غرب نجف اشرف، قرارگاه شمال غرب حمزه سیدالشهدا، قرارگاه عاشورا، قرارگاه غدیر شمال، قرارگاه شمال شرق ثامن‌الائمه و قرارگاه صاحب‌الزمان.